# Cashion
Cashion è un comune degli Stati Uniti d'America, situato nello Stato dell'Oklahoma, diviso tra la contea di Kingfisher e la contea di Logan.